# 村祭り (ルーベンスの絵画)
『村祭リ』（むらまつり、仏: Fête de village、英: The Village Fête）、または『ケルメス』（仏: La Kermesse）、または『村の結婚式』（むらのけっこんしき、仏: Noce de village）は、17世紀バロック期のフランドル絵画の巨匠ピーテル・パウル・ルーベンスが1635-1638年に板上に油彩で制作した風俗画で、画家晩年の作品の1つである。1685年にルイ14世の所有となり、1793年にパリのルーヴル美術館が開館して以来、同美術館に展示されている。

## 作品

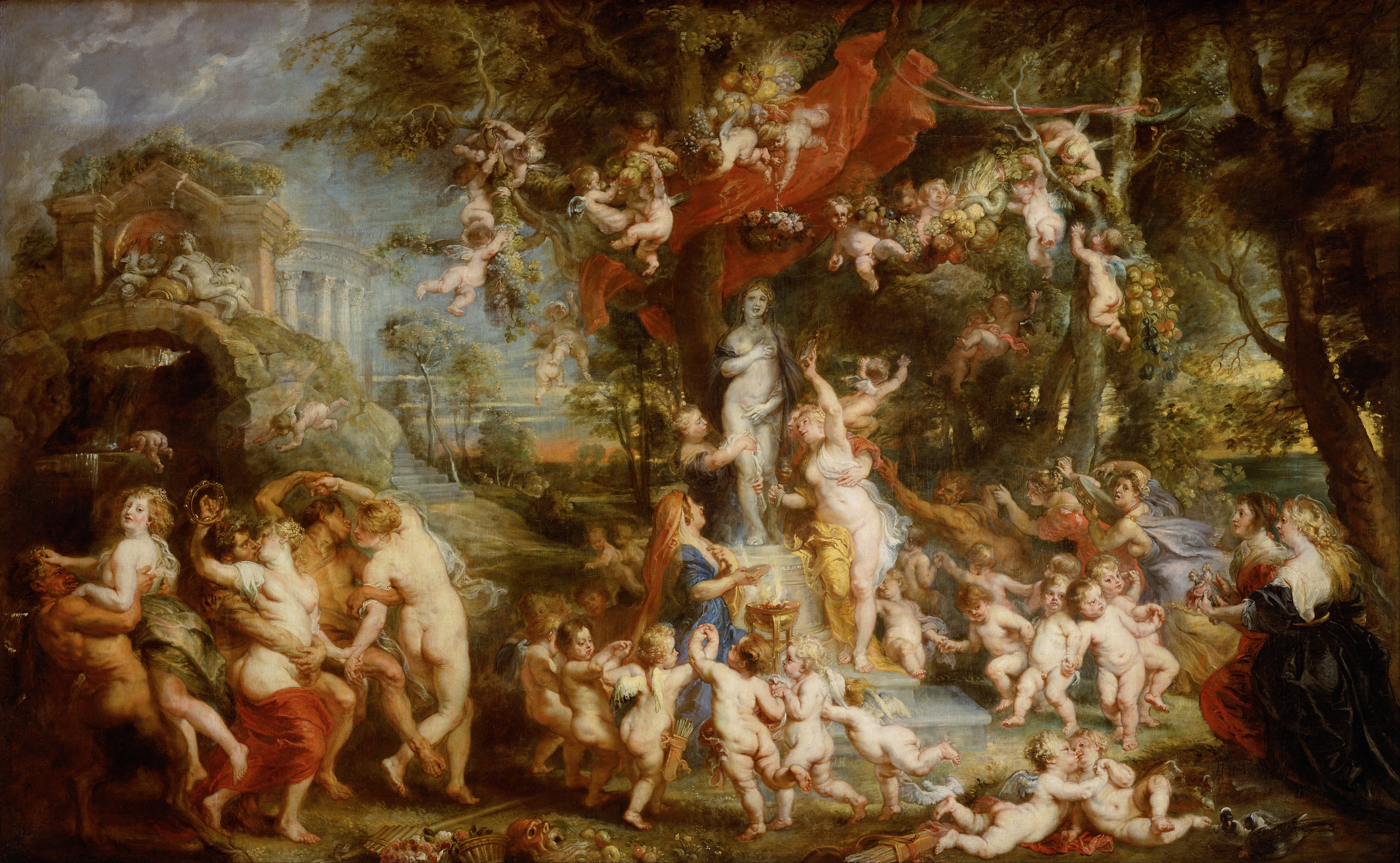
ピーテル・パウル・ルーベンス『ヴィーナスの祝祭』 (1636-1637年)、美術史美術館、ウィーン

本作のフランス語の題名である「ケルメス」は、フランドル独特の賑やかな村祭りである。この祭りは教会の献堂記念の縁日で、宗教行事に加えて市が立ち、踊りや飲食で盛大に祝われた。
16世紀のピーテル・ブリューゲル以来、農民風俗の主題はネーデルラントで根強い人気を持っていた。1631年には、フランドル出身でオランダで活動していたアドリアーン・ブラウエルがアントウェルペンに定住したことにより、農民風俗画の伝統に新たな活力が注ぎ込まれた。ルーベンスはブラウエルの作品に親しみ、収集していたことで知られる。実際、ルーベンスの遺産目録には17点が記載されている。本作は、農民が村祭りの踊りに精力的に興じている様子を捉えたルーベンス唯一の現実的な農民風俗画であるが、ブラウエルの影響から生まれた作品であることは十分考えられる。
加えて、ルーベンスは友人の画家ヤン・ブリューゲル (父) の依頼により彼の父ピーテル・ブリューゲル の墓碑画を制作しており、作品を数点所有していたことでも知られる。本作はブリューゲルの影響も示しており、それは前景右側の小屋から突き出ているブタの鼻 (大食漢を示す古い象徴) に見て取れる。
農民たちの動きは、いくつもの円が螺旋状に渦を巻いているかのように見事に表現されている。そして、画面は人々が酒を飲み、口論し、女性を口説いたり、踊ったり、わめいたりする喧騒と活気に満ちている。とりわけ、木の下で楽器を演奏している男たちから始まって、踊る男女の群れへ連なる動線が非常に生き生きとした生命のリズムとなっている。一般的にブリューゲル以来、絵画で農民は無骨で滑稽な存在として描かれたが、本作で踊っている幾組かの人物像には『ヴィーナスの祝祭』 (美術史美術館、ウィーン) の神話的人物と共通のモティーフが見出される。1683年に本作を目録に載せた画家シャルル・ルブランは絵画の題名を『村の結婚式』としたが、おそらくこの題名は不適切であろう。画面には、結婚しているカップルが見当たらないからである。
なお、近年、一般に本作の風景と静物は、1630年頃ルーベンスと接触のあったことが知られるオランダの画家コルネリス・サフトレーフェンによると推定されている。